# Advocaat-generaal

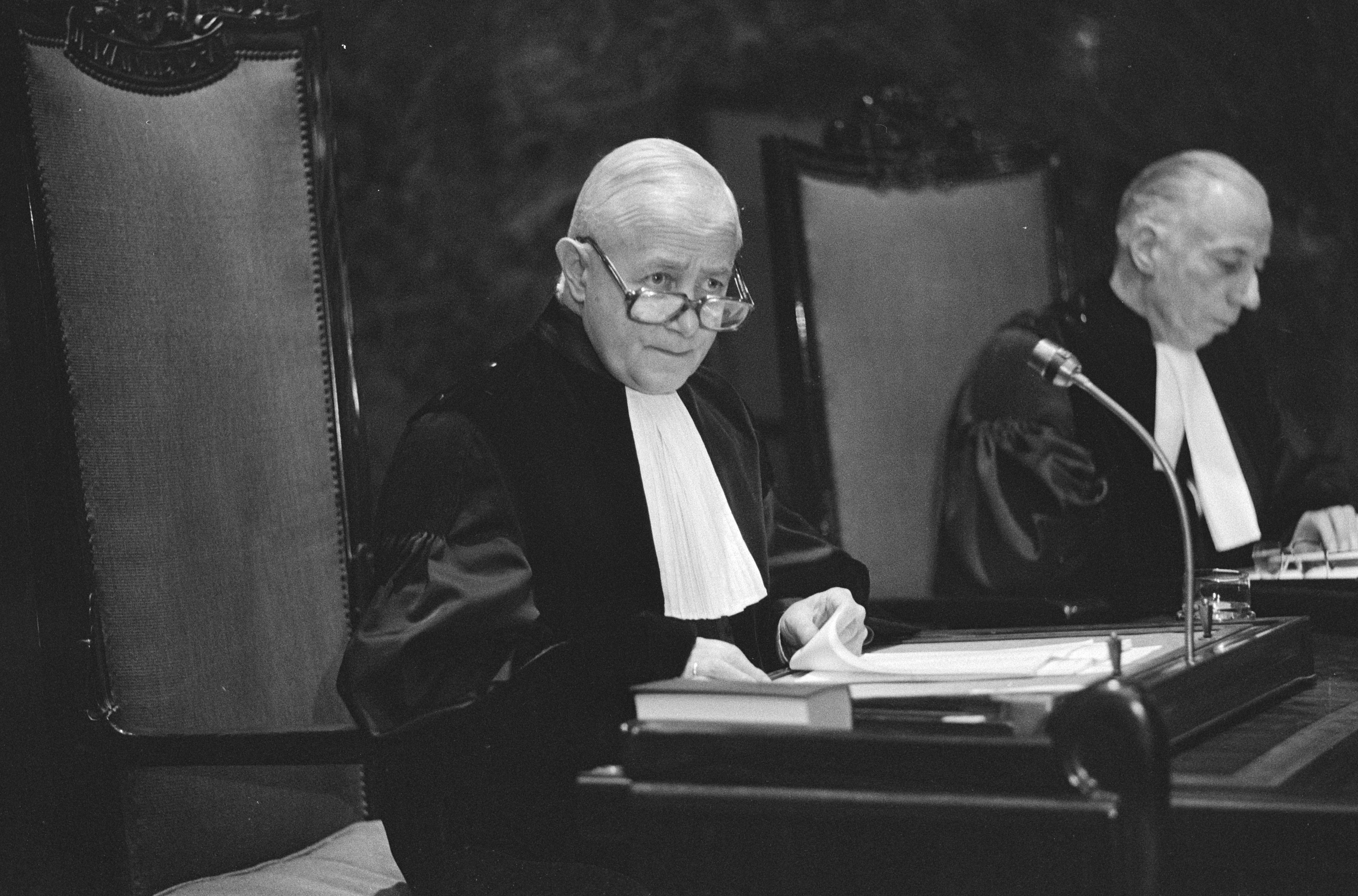
A-G J. Remmelink tijdens Menten-zaak voor de Hoge Raad, 1980

Een advocaat-generaal is een bepaalde rechterlijke magistraat. De daadwerkelijke taak van het ambt is afhankelijk van het hof waar de advocaat-generaal aan verbonden is.

## Advocaat-generaal in Nederland
In Nederland zijn er twee verschillende soorten advocaten-generaal, die een totaal andere functie en taak hebben. Er is de advocaat-generaal bij het ressortsparket, die in naam van de Staat, het Openbaar Ministerie, strafzaken in beroep voor de gerechtshoven brengt, en de advocaat-generaal bij de Hoge Raad en de hoogste bestuursrechtscolleges, die de rechters van juridisch advies dient en de zogenaamde conclusies neemt.

### Advocaat-generaal bij het ressortsparket
Een advocaat-generaal verbonden aan het ressortsparket vertegenwoordigt de staat,  het Openbaar Ministerie, bij strafzaken aan een Nederlands gerechtshof. De rol is te vergelijken met die van Officier van Justitie bij een rechtbank, dat is de persoon die namens de staat een strafzaak bij de rechter aanhangig maakt en verdedigt. De advocaten-generaal maken deel uit van het ressortsparket, de afdeling van het Openbaar Ministerie die aan de gerechtshoven verbonden is. Het ressortsparket staat sinds 1 januari 2013, bij de wijziging van de Rechterlijke indeling van Nederland, onder leiding van de landelijk hoofdadvocaat-generaal en heeft vestigingen in de vier ressorten, bij de vier gerechtshoven. Een hoofdadvocaat-generaal staat aan het hoofd van een vestiging van het ressortsparket. Voor 1998 was de procureur-generaal hoofd van een van de vijf ressortsparketten. Sinds september 2018 is mr. Mariëtte Bode landelijk hoofdadvocaat-generaal aan het hoofd van het ressortsparket bij het Openbaar Ministerie.
De functie van advocaat-generaal als vertegenwoordiger van het OM bij het ressortsparket van het Hof vindt zijn grondslag in art. 138 van de Wet op de rechterlijke organisatie.

### Advocaat-generaal bij de Hoge Raad der Nederlanden
Een advocaat-generaal bij het parket bij de Hoge Raad der Nederlanden, kortweg A-G, adviseert de Hoge Raad als voorbereiding op een uitspraak in een bepaalde zaak (arrest). Het gaat om hoogwaardig, onafhankelijk, goed gemotiveerd rechtsgeleerd advies over de standpunten van partijen in aanhangig gemaakte procedures met een daaraan verbonden objectief begrijpelijke conclusie: verwerping van het beroep of cassatie van het bestreden arrest. Zowel civiele, strafrechtelijke als fiscale zaken kunnen door de A-G onderzocht worden, doorgaans bijgestaan door een team van wetenschappelijk medewerkers. De A-G bepaalt in welke zaken advies wordt gegeven.
Er bestaat een relatief grote vrijheid bij het schrijven van het advies, dat de conclusie wordt genoemd. Conclusie in de normale betekenis van het woord: een slotsom uit een voorgaande uiteenzetting. In het juridisch jargon zegt men: de advocaat-generaal neemt een conclusie. Het advies is niet bindend. De Hoge Raad is vrij een advies te volgen of ervan af te wijken, dat is mogelijk omdat het recht onder de gegeven omstandigheden vaak meerdere mogelijkheden biedt om tot een bepaald oordeel te komen. Aan de conclusie wordt in de regel wel een zwaar gewicht toegekend.
In een conclusie wordt vaak een overzicht gegeven van wat naar de mening van de advocaat-generaal de toepasselijke rechtsregels zijn, de belangrijkste jurisprudentie en standpunten in de rechtsgeleerde literatuur. Vervolgens wordt een onafhankelijke rechtsgeleerde opinie gegeven over de standpunten die door partijen zijn voorgedragen. Afgesloten wordt met de conclusie (het advies): verwerping van het beroep, of cassatie van het arrest waartegen beroep is ingesteld.
Niet alle arresten van de Hoge Raad worden voorafgegaan door een advies van de advocaat-generaal. Als dat wel is gebeurd, worden publicaties van arresten van de Hoge Raad vergezeld van de conclusie van de A-G.
Een goede conclusie voorziet de rechters van meer informatie dan ze van partijen krijgen.  Behoefte daaraan zal vooral bestaan als het antwoord op de juridische vraag het belang van de concrete zaak overstijgt.
De conclusies spelen, samen met de jurisprudentie, de juridische commentaren op rechterlijke uitspraken (annotatie of noot) en de juridische literatuur, een belangrijke rol in de ontwikkeling van het recht. Zo worden ze door andere juristen als inspiratiebron gebruikt, door rechters als reflectie op hun werk of door politici om voeling te houden met mogelijke veranderingen in de maatschappij. Een goede conclusie schetst vaak voorafgaand aan het uiteindelijke advies een uitgebreid beeld van de relevante fundamentele juridische leerstukken en standpunten omtrent een bepaald onderwerp en is gelardeerd met overwegingen voor en tegen bepaalde standpunten.
De advocaten-generaal staan onder leiding van de procureur-generaal (met een plaatsvervanger), tezamen vormen ze het parket bij de Hoge Raad.
Anders dan de functie advocaat-generaal bij een gerechtshof maakt de advocaat-generaal bij de Hoge Raad geen deel uit van het Openbaar Ministerie. De functie van advocaat-generaal bij de Hoge Raad vindt zijn grondslag in art. 113 van de Wet op de rechterlijke organisatie.

### Advocaat-generaal bestuursrecht
Eenzelfde soort functie als bij de Hoge Raad vervult de advocaat-generaal voor de andere drie hoogste rechtscolleges, de Afdeling bestuursrechtspraak van de Raad van State, de Centrale Raad van Beroep en het College van Beroep voor het bedrijfsleven. De mogelijkheid conclusies te nemen bestaat hier sinds 1 januari 2013, op basis van artikel 8:12a van de Algemene wet bestuursrecht. Hier wordt de A-G verzocht een conclusie te nemen als daaraan behoefte bestaat. Het aantal is vele malen lager dan bij de Hoge Raad. De eerste 10 jaar werden er 25 conclusies genomen. Een aantal advocaten-generaal neemt conclusies bij alle vier hoogste rechtscolleges.

## Advocaat-generaal bij het Hof van Justitie van de Europese Unie
Het Hof van Justitie van de Europese Unie wordt bijgestaan door een aantal advocaten-generaal. De taak van een advocaat-generaal bij het Hof van Justitie van de Europese Unie is vergelijkbaar met de taak van de advocaat-generaal bij de Nederlandse Hoge Raad. De advocaten-generaal dienen het Hof bij te staan door middel van onpartijdige, onafhankelijke en gemotiveerde adviezen over een bepaalde zaak. Deze adviezen worden net als bij de Hoge Raad "conclusies" genoemd. De advocaten-generaal worden net als de rechters van het Hof benoemd door de lidstaten voor een termijn van zes jaar en zijn herbenoembaar.